# میگل فلورس
میگل فلورس (اسپانیایی: Miguel Flores‎; ۱۱ اکتبر ۱۹۲۰ – ۱۵ ژانویهٔ ۲۰۰۲) بازیکن فوتبال اهل شیلی بود.

## باشگاهی
از باشگاه‌هایی که در آن بازی کرده‌است می‌توان به باشگاه فوتبال یونیورسیداد شیلی اشاره کرد.

## تیم ملی
وی همچنین در تیم ملی فوتبال شیلی بازی کرده‌است.